# Osborne County
Osborne County is een county in de Amerikaanse staat Kansas.
De county heeft een landoppervlakte van 2.311 km² en telt 4.452 inwoners (volkstelling 2000). De hoofdplaats is Osborne.